# ترقية أسديكس

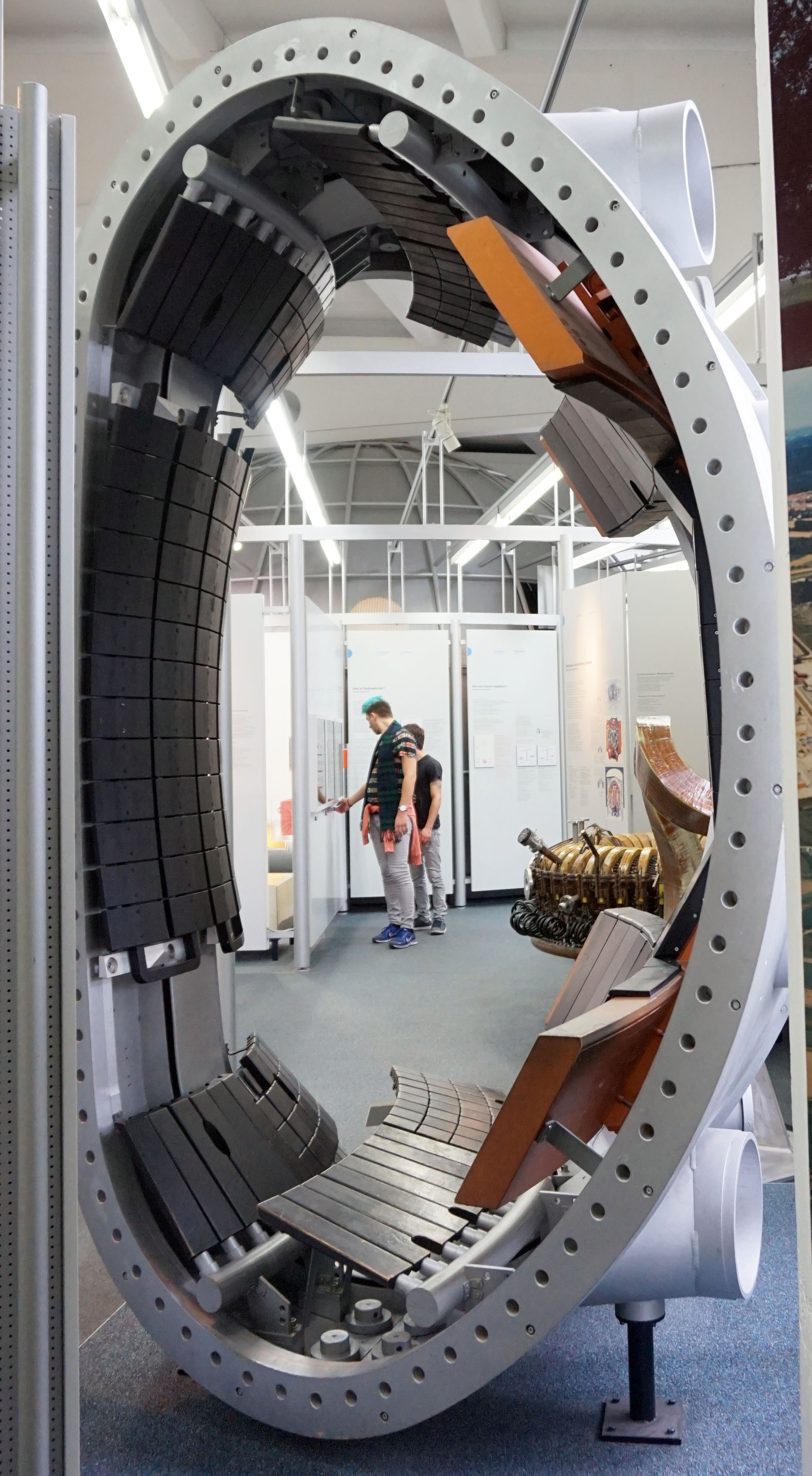
ترقية ASDEX: النموذج

تعد تجربة ترقية أسديكس ASDEX Upgrade واحدة من أكبر منشأتين تجريبيتين ألمانيتين عاملتين لتطوير مفاعل الاندماج (التجربة الأخرى هي Wendelstein 7-X ). تقع المنشأة في معهد ماكس بلانك لفيزياء البلازما في جارشينج بالقرب من ميونخ وهي من نوع التوكاماك . تم تكوين أول بلازما في عام 1991. منذ ذلك الحين (اعتبارًا من عام 2021) تم إجراء أكثر من 38000 اختبار عليها.
يتم استخدام ترقية ASDEX للتحقيق في مسائل فيزياء البلازما التي تعتبر مهمة لتجربة الاندماج ITER قيد الإنشاء حاليًا وبالتالي بغرض توليد الكهرباء في المستقبل في محطات طاقة الاندماج النووي. يتم دراسة سلوك البلازما المكونة من الديوتيريوم . أما التجربة المزمع إجراؤها من خليط الديوتيريوم- التريتيوم المطلوب لتوليد طاقة كبيرة فلم يتم استخدامها بعد.
تعد ترقية ASDEX بمثابة خليفة للنظام الأقدم ASDEX ( تجربة المحول المحوري المتماثل ) وهي متوسطة الحجم مقارنة بأنظمة التوكاماك الأخرى على المستوى الدولي. يبلغ نصف قطر النظام 5 أمتار ويبلغ وزنه الإجمالي 800 طن. يمكن تسخين البلازما إلى ما يصل إلى 27 ميجاوات. بالإضافة إلى التسخين الأومي من خلال تيار البلازما (حوالي 1 ميجاواط MW) ، وهي سخان جسيمات محايد (حتى 20 MW) وكذلك سخانات ذات موجات كهرومغناطيسية ذات ترددات مناسبة: رنين الأيونات والإلكترونات السيكلوترونية (كل منها يصل إلى 6 ميغاواط).

## بطانة جدار الوعاء الدوري
يتم إطلاق الذرات أثناء التشغيل عرضا من مادة جدار وعاء البلازما عن طريق تناثر البلازما وتأينها وتلويثها. من حيث المبدأ، يصبح هذا التلوث أكثر تخريبًا كلما زاد عدد الإلكترونات التي تحتوي عليها الذرة، أي كلما ارتفع عددها الذري Z في مادة الجدار .ولذلك، اعتبرت المواد ذات العدد الذري الأصغر الممكن في البداية الخيار الأفضل لتبطين الجدران. وبما أن البطانة يجب أن تتمتع أيضًا بدرجة حرارة انصهار عالية، فقد تم اختيار الجرافيت ( وعدده الذري Z = 6) في العديد من الأنظمة.
من ناحية أخرى، فإن ترقية ASDEX مغلفة بالكامل من الداخل بالتنغستن ( Z = 74). يتمتع التنغستن أيضًا بنقطة انصهار عالية جدًا تزيد عن 3000 درجة مئوية، وبالتالي يتحمل درجات الحرارة العالية. ومن المتوقع أن يمتص التنغستن كمية أقل من التريتيوم مقارنة بالجرافيت في مفاعل اندماج الديوتيريوم والتريتيوم، وهو أمر مرغوب فيه بسبب النشاط الإشعاعي للتريتيوم. في ترقية ASDEX تبين أنه يمكن الحفاظ على تركيز التنغستن في البلازما منخفضًا بدرجة كافية حتى مع وجود جدار تنغستن نقي مع قدرة احتجاز جيدة للمحول .

## معلومات تقنية
| البيانات الفنية للمفاعل              | البيانات الفنية للمفاعل |
| ------------------------------------ | ----------------------- |
| أقصى كثافة التدفق المغناطيسي:        | 3.9 تسلا                |
| تيار البلازما:                       | 0.4 إلى 1.6 ميجا أمبير  |
| نصف قطر البلازما الكبير:             | 1.65 متر                |
| نصف قطر البلازما الصغيرة:            | 0.5 متر                 |
| استطالة (ارتفاع البلازما / وعرضها ): | 0.8/0.5 = 1.6           |
| الحد الأقصى لمدة النبض:              | 10 ثواني                |
| تسخين البلازما:                      | 27 ميجاوات              |
| حجم البلازما:                        | 14 متر مكعب             |
| كمية البلازما:                       | 3 ملليجرام              |
| درجة حرارة البلازما:                 | أكثر من 100 مليون كلفن  |

## تاريخها
تم تصميم ترقية ASDEX منذ عام 1981 كتجربة متابعة لـ ASDEX. بعد أن تم اختبار طريقة عمل المحول بنجاح في ASDEX، كان من المفترض أن تقوم ASDEX Upgrade بالتأكد من هذه الطريقة للهندسة ذات الصلة للمفاعل: في المفاعل، يجب استخدام المساحة الموجودة داخل ملفات المجال الحلقية بأفضل شكل ممكن لتوليد البلازما الساخنة. أي. أي أن الملفات المغناطيسية اللازمة لإنشاء تكوين المحول يجب أن تقع خارج المجالات المغناطيسية لملفات المجال الحلقي. لم يكن التركيز على محول مناسب للمفاعلات - بما في ذلك التحقق من الجسيمات وطريقة سحب الطاقة - أمرًا مسلمًا به في 1980/81. كان ذلك مع الأخذ في الاعتبار أن تجارب التوكاماك الثلاثة الأخرى المخطط لها في ذلك الوقت ( JET ، Torus-2، FTU) كان من المقرر تشغيلها بدون محول.
وقد تأثر القرار لصالح المحول بشكل كبير بتعاون برنامج IPP في دراسات المفاهيم لنظامي NEXT ( next european torus ) (غير المبنية) وINTOR (الحلقة الدولية). وتبين أن القرار هو القرار الصحيح. تم تحويل JET من توكاماك المحدد Limitertokamak إلى توكاماك المحول. في مارس 1982، تم تقديم طريقة تجربة ASDEX اللاحقة - ترقية ASDEX - إلى المفوضية الأوروبية للتقييم والتمويل. في هذه المرحلة الأولى، تم فحص ثلاثة متغيرات: إعادة بناء ASDEX، وانشاء مبنى جديد بملفات فائقة التوصيل جزئيًا ، ومبنى جديد بملفات نحاسية عادية التوصيل ومبردة بالماء. تلقى المفهوم الأخير مراجعات إيجابية وتم نشر دراسة مفصلة للمشروع في عام 1983، والتي قدمت بالفعل التفاصيل الفنية الأساسية.
وبعد تنفيذها، تم تشغيل الأنظمة التقنية الأولى في عام 1990. في 21 مارس 1991، تم توليد أول تفريغ للبلازما.
تم نقل التجربة السابقة ASDEX إلى الصين بعد خمس سنوات من إخراجها من الخدمة وإعادة تشغيلها هناك في تشانغدو في 2 ديسمبر 2002 تحت اسم HL-2A (Huan-Liuqi-2A، "A" لـ ASDEX).

## روابط انترنت
- ترقية ASDEX (مقدمة عامة)
- Das Fusionsexperiment ASDEX Upgrade wird aufgebaut. (بي دي إف) 10. أكتوبر 1989 , تم الوصول إليه في 26. يونيو 2021 .
- Aktuelle Forschung: Ziel der Experimenten an ASDEX Upgrade. معهد ماكس بلانك لفيزياء البلازما , تم الوصول إليه في 17. يونيو 2016 .
- 360-Grad-Panorama von ASDEX Upgrade. معهد ماكس بلانك لفيزياء البلازما , تم الوصول إليه في 2. أكتوبر 2020 .

## النشرات الفردية
1. ↑  https://www.ipp.mpg.de/987591/AUG_deutsch.pdf (abgerufen am 21. April 2020) نسخة محفوظة 2023-04-17 على موقع واي باك مشين.
2. ↑  "ASDEX". مؤرشف من الأصل في 2024-04-23.
3. ↑  IPP-Report IPP 1/197, March 1982, „ASDEX-Upgrade – Definition of a tokamak experiment with a reactor compatible poloidal divertor“
4. ↑  IPP-Report IPP 1/217, Mai 1983, „ASDEX – UG – ASDEX Upgrade Project Proposal“
5. ↑  "IPP-Fusionsanlage ASDEX in China wieder in Betrieb gegangen" (بالألمانية). Archived from the original on 2024-05-23. Retrieved 2024-08-02.

## اقرأ أيضا
- مفاعل فيندلشتاين 7 إكس
- مفاعل ITER

48.26211.676Koordinaten: 48° 15′ 43,2″ N, 11° 40′ 33,6″ O